# Callogorgia cristata
Callogorgia cristata är en korallart som beskrevs av Aurivillius 1931. Callogorgia cristata ingår i släktet Callogorgia och familjen Primnoidae. Inga underarter finns listade i Catalogue of Life.